# Shun Matsuena
Shun Matsuena (松江名 俊?, Matsuena Shun, talvolta traslitterato Syun Matsuena; Tokyo, 11 febbraio ...) è un fumettista giapponese, famoso soprattutto grazie al manga Kenichi.

## Biografia
Nato a Tokyo, Shun Matsuena frequenta la scuola di manga nella quale sarà notato per Il cavaliere ed il viaggiatore, un'opera particolarmente originale. Conosce i suoi inizi professionali col manga La porta del Valhalla in un'edizione speciale della rivista Sunday. Conosce infine il successo con la serie Combatti! Ryōzanpaku, la storia del discepolo più forte (戦え!梁山泊 史上最強の弟子?, Tatakae! Ryōzanpaku shijō saikyō no deshi) pubblicata nella rivista Shōnen Sunday Super. Questo titolo ebbe tanto successo che fu interrotto, per portarlo sulla rivista ammiraglia Weekly Shōnen Sunday sotto il titolo Kenichi (史上最強の弟子ケンイチ?, Shijō saikyō no deshi Ken'ichi, lett. "Kenichi, il discepolo più forte della storia").

## Opere
- Kenichi (2002-2014)
- Tokiwa kitareri!! (2014-2017)[1]
- Tensō kidō Arvadling (2016-2018)
- Agente 008 (2018-2024)[2]
- Kichijoji Shonen! (2024-In corso)
- Sora E (2025-In corso)